# Theobald-Simon-Schule
Die Theobald-Simon-Schule ist eine berufsbildende Schule in Bitburg. Die Schule ist nach einem der Gründer der Bitburger Brauerei, Theobald Simon, benannt.

## Geschichte

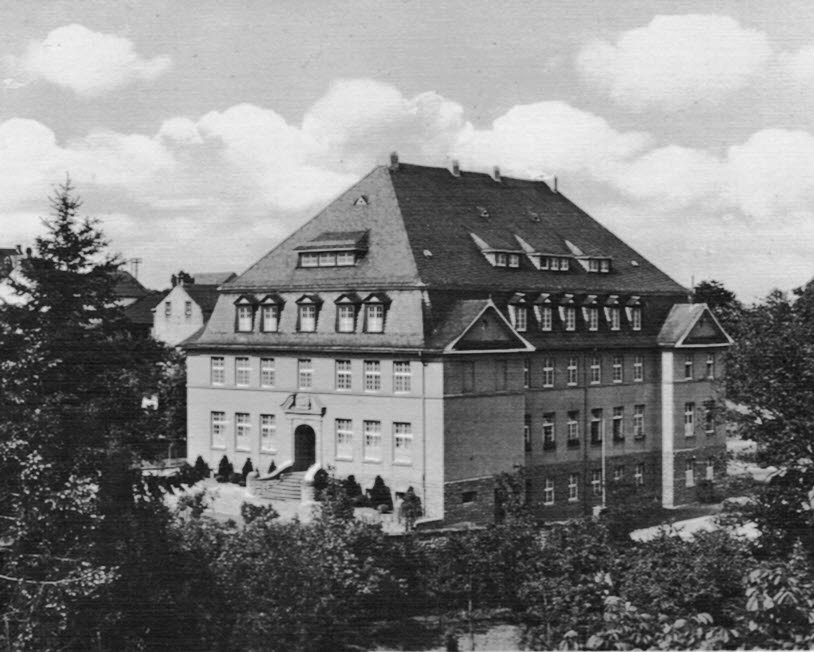
Die Schule in den 1920er Jahren

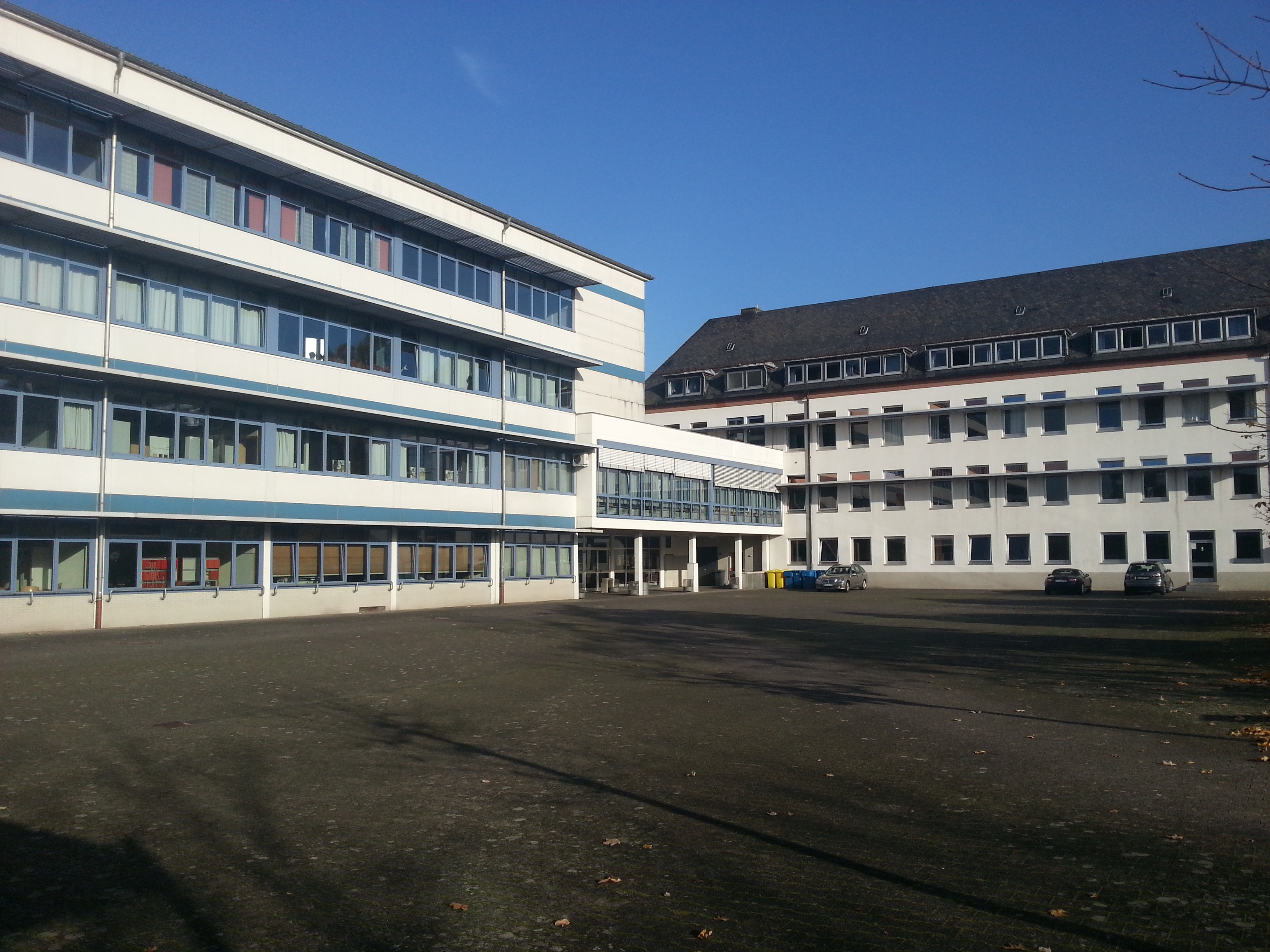
Ansicht der Schule vom Hof aus

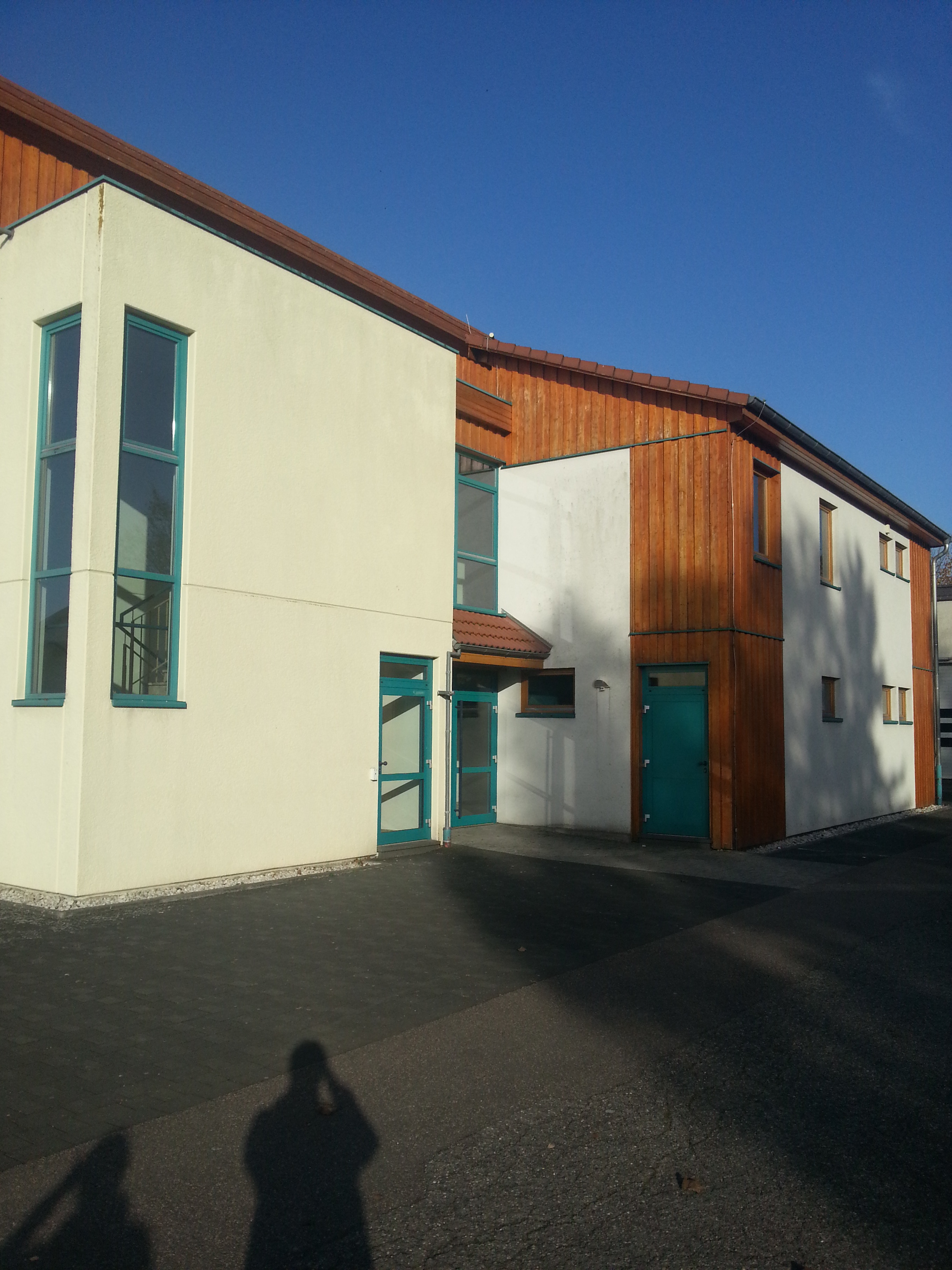
Außenstelle der Schule

Die Anfänge der heutigen Schule reichen zurück in das Jahr 1862, in dem in Bitburg eine „Fortbildungsschule“ eingerichtet wurde. Diese wurde von Schülern nach der Volksschule zur Vorbereitung auf weitere Ausbildungen besucht. Aus der „Fortbildungsschule“ wurde 1921 eine Handelsschule, in der berufsbildende Elemente im Vordergrund standen. Das Jahr 1921 ist somit das eigentliche Gründungsjahr. Acht Jahre später wurde die Handelsschule staatlich anerkannt. Die Bombenangriffe zerstörten 1944 den größten Teil der schulischen Anlagen. Zwei Jahre später wurde der Unterricht wieder aufgenommen und 1948 wurde die Schule in eine Kreisberufsschule erweitert. Ein Jahr später wurde aus Platzmangel der Unterricht in einem Saal einer Bitburger Gaststätte abgehalten. Im selben Jahr wurde der Bau eines neuen Schulgebäudes beschlossen, das 1954 bezogen werden konnte. Ein Erweiterungsbau der Schule wurde 1974 notwendig, der schon im Dezember eingeweiht wurde. Im September 1999 fand die Einweihung eines weiteren Neubaus, der „Außenstelle“, statt. Im Jahr 2000 wurde nach Zustimmung der Familie Simon, der  Gesamtkonferenz, des Kreistages und der Aufsichts- und Dienstleistungsdirektion Trier die Berufsbildende Schule Bitburg in „Theobald-Simon-Schule“ umbenannt.

## Pädagogische Arbeit
Die TSS Bitburg hat 1.281 Schüler (Stand Schuljahr 2012/13). Zurzeit gibt es an der Theobald-Simon-Schule 13 Vollzeitklassen, in denen 245 Schüler von 56 Lehrern unterrichtet werden. Des Weiteren bietet sie Bildungsgänge in Teilzeit an. 30 Ausbildungsberufe können unterrichtet werden. Die Schüler sind aufgeteilt in 57 Teilzeitklassen.
Das Fremdsprachenangebot der Theobald-Simon-Schule umfasst Englisch, Französisch und Spanisch. Die Schule ermöglicht einen Grundlehrgang bei der Feuerwehr. Sie besitzt eine Schulband, verfügt über eine Cafeteria und mehrere PC-Räume. Eine Schulsozialarbeiterin ist angestellt. Außerdem bietet die Schule Projekte wie „Leonardo da Vinci“ (Mobilität), „Medienkonzept macht Schule“, „Babybedenkzeit“, Veranstaltung zu Gewalt- und Suchtprävention; sie nimmt am Comenius-Programm teil.

### Vollzeitklassen
- Berufsvorbereitungsjahr
- Berufsfachschule I und II
- Höhere Berufsfachschule Wirtschaft
- Berufsoberschule I Fachrichtung Wirtschaft
- Berufsoberschule I Fachrichtung Technik
- Berufsoberschule II Fachrichtung Wirtschaft

Mit ihren Vollzeit-Bildungsgängen bietet die TSS Bitburg jungen Menschen die Möglichkeit, einen höheren Bildungsabschluss zu erreichen. Ein Berufsvorbereitungsjahr macht den Hauptschulabschluss möglich. Nach erfolgreichem Abschluss der Berufsfachschule I und II kann die Mittlere Reife (Sekundarabschluss 1) erlangt werden. Weitere Möglichkeiten sind die Höhere Berufsfachschule und die Berufsoberschule I und II, die zur Fachhochschulreife bzw. zum Abitur führen.

### Teilzeitklassen
Als Partner der Betriebe in der dualen Berufsausbildung ist die Theobald-Simon-Schule für die theoretische Ausbildung der meisten Ausbildungsberufe im gewerblichen, wirtschaftlichen und hauswirtschaftlichen Bereich zuständig.

### Fort- und Weiterbildungsgänge
- Fachschule Wirtschaft
- Duale Berufsoberschule

## Partnerschaften
Die Schule hat Partnerschulen in der EU wie das „Institut Technique Etienne Lenoir“, Arlon, Belgien; „Lycée Charles de Gaulle“, Sète, Frankreich; „Lycée Technique Hôtelier Alexis Heck“, Diekirch, Luxemburg und „Lycée Maryse Bastil“, Hayange, Frankreich. Außerdem unterstützt die Theobald-Simon-Schule die „St. Simon CFAJ“, Rwesero, Ruanda (Afrika).

## Förderverein
Unterstützt wird die Arbeit der Schule durch einen Förderverein, der auch das Projekt „Leonardo da Vinci“ unterstützt und jedes Jahr die besten Schüler auszeichnet.